# Amt Dornberg (Hessen)

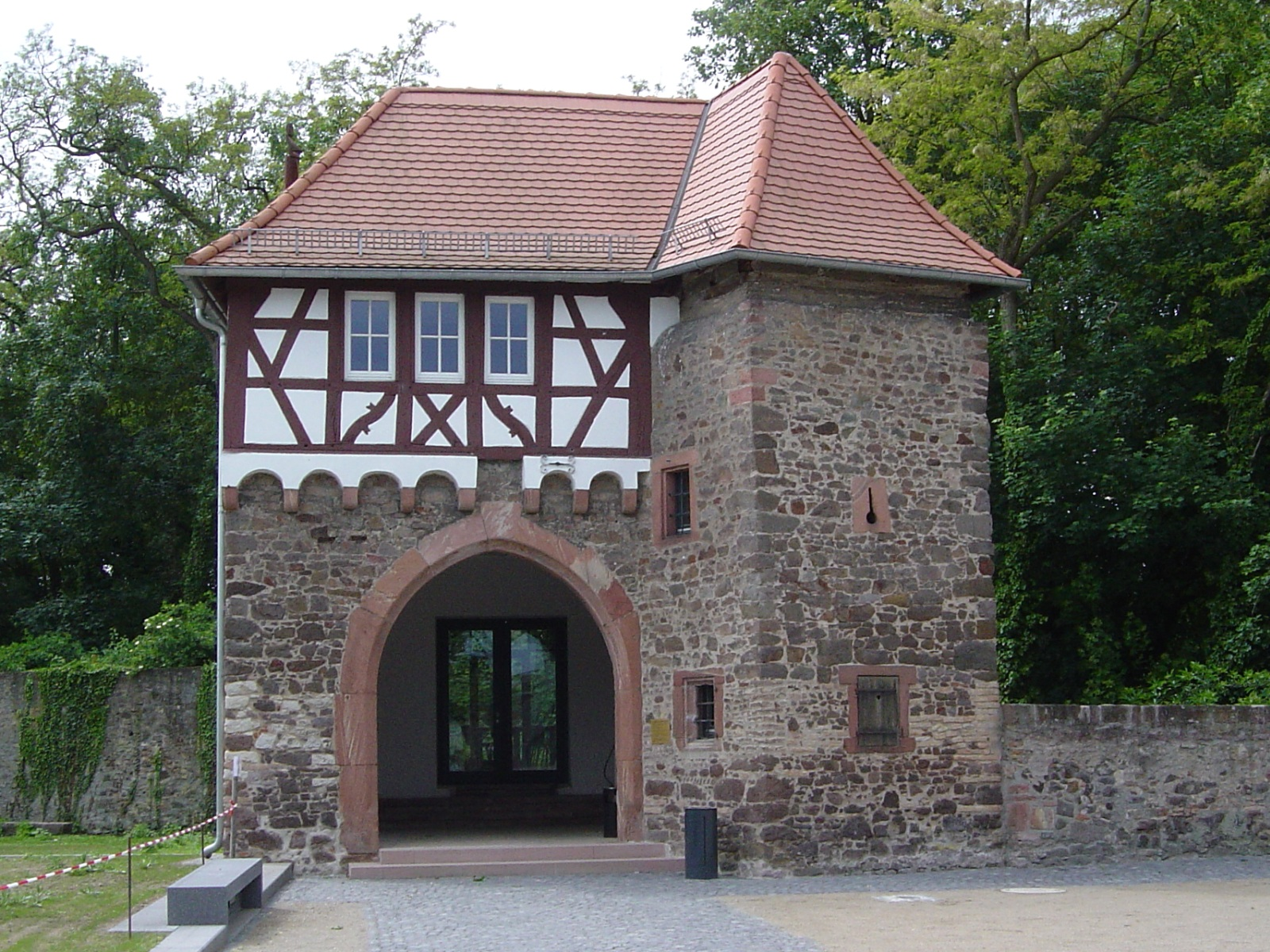
Schloss Dornberg Torbau

Das Amt Dornberg war bis 1821 ein hessisches Amt mit Sitz in Dornberg.

## Geschichte

### Dornberg und Katzenelnbogen
Die älteste erhaltene Erwähnung des Schlosses Dornberg als Sitz der Herren von Dornberg stammt aus dem 12. Jahrhundert. Das Schloss war Kern des Amtes Dornberg. Mit dem Aussterben der Herren von Dornberg fielen das Schloss mit dem zugehörigen Dorf 1259 an die Grafen von Katzenelnbogen. Damals wurden die Orte Dornberg, Groß-Gerau, Klein-Gerau, Mörfelden, Berkach, Wallerstädten und Büttelborn als Besitz der Herren von Dornberg genannt. Seit 1311 sind Keller und Amtmänner im Amt Dornburg bekannt. 1465 kaufte Graf Philipp I. von Katzenelnbogen Crumstadt mit allem Zugehör von Hans Landschad von Steinach für 800 fl. Es wurde seitdem zum Amt Dornberg gezählt.

### Landgrafschaft Hessen
1479 erbten es die Landgrafen von Hessen die Grafschaft Katzenelnbogen und mit ihr das Amt Dornberg. Unter den Landgrafen wurde das Amt Rüsselsheim aus dem Amt Dornberg ausgegliedert.
Bei der Teilung des Landes unter den Erben Philipp des Großmütigen 1567 gehörte das Amt Dornberg zu dem Bestand, der an die nunmehrige Landgrafschaft Hessen-Darmstadt fiel. Noch deren erster Regent, Georg I., veranlasste, dass die von seinem Kanzler, Johann Kleinschmidt, zusammengestellte Rechtssammlung Landrecht der Obergrafschaft Katzenelnbogen rechtsverbindlich wurde. Sie galt in den Ortschaften des Amtes Dornberg als Partikularrecht, subsidiär ergänzt um das Gemeine Recht bis ans Ende des 19. Jahrhunderts. Erst das Bürgerliche Gesetzbuch, das einheitlich im ganzen Deutschen Reich galt, setzte zum 1. Januar 1900 das alte Partikularrecht außer Kraft.
Am Ende des Alten Reiches bestand das Amt Dornberg aus den Orten:
- Berkach,
- Biebesheim,
- Büttelborn,
- Crumstadt,
- Dornberg,
- Dornheim,
- Erfelden,
- Goddelau,
- Leeheim
- Stockstadt
- Wolfskehlen und dem
- Philippshospital in Hofheim.

### Großherzogtum Hessen
Das Amt Dornberg war auch am Anfang des 19. Jahrhunderts – die Landgrafschaft Hessen-Darmstadt war 1806 zum Großherzogtum Hessen avanciert – weiterhin für die Verwaltung und die Rechtsprechung zuständig. 1821 kam es zu einer Justiz- und Verwaltungsreform, mit der auch die Trennung der Rechtsprechung von der Verwaltung auf unterer Ebene umgesetzt wurde. Die Ämter wurden aufgelöst, ihre Aufgaben hinsichtlich der Verwaltung neu gebildeten Landratsbezirken, die erstinstanzliche Rechtsprechung Landgerichten übertragen. Für die Verwaltung wurde der Landratsbezirk Dornberg, für die Rechtsprechung das Landgericht Großgerau geschaffen, die die Aufgaben des bisherigen Amtes Dornberg übernahmen.

## Amtmänner
- Christian Ernst Balthasar von Weitolshausen genannt Schrautenbach[6]
- Anselm Franz Karl Elwert[7]
- Ernst Elwert[8]
- Anselm Karl Elwert[9] 1794–1798 kommissarisch, 1798–1821 Amtmann, anschließend erster Landrat des Landratsbezirks Dornberg bis 1825.